# Rhypagla glarea
Rhypagla glarea là một loài bướm đêm trong họ Erebidae.